# Chongxian (köpinghuvudort i Kina, Zhejiang Sheng, lat 30,39, long 120,17)
Chongxian är en köpinghuvudort i Kina. Den ligger i provinsen Zhejiang, i den östra delen av landet, omkring 15 kilometer norr om provinshuvudstaden Hangzhou. Antalet invånare är 53 706. Befolkningen består av 26 397 kvinnor och 27 309 män. Barn under 15 år utgör 13,0 %, vuxna 15-64 år 77 %, och äldre över 65 år 9,0 %.
Runt Chongxian är det mycket tätbefolkat, med 1 463 invånare per kvadratkilometer. Närmaste större samhälle är Hangzhou, 10,5 km söder om Chongxian. I omgivningarna runt Chongxian växer huvudsakligen savannskog.
Genomsnittlig årsnederbörd är 1 869 millimeter. Den regnigaste månaden är juni, med i genomsnitt 328 mm nederbörd, och den torraste är november, med 74 mm nederbörd.